# Struthiolariidae
Struthiolariidae is een familie van weekdieren uit de klasse van de Gastropoda (slakken).

## Geslachten
- Conchothyra Hutton, 1877
- Monalaria Marwick, 1924 †
- Pelicaria Gray, 1857
- Perissodonta Martens, 1878
- Struthiolaria Lamarck, 1816
- Tylospira Harris, 1897